# Happy Channel
Happy ChannelはルーマニアのAntena TV Group傘下に置くルーマニアのテレビチャンネル。2006年1月15日。